# Артур Шнабель
Артур Шнабель (нім. Artur Schnabel, 17 квітня 1882, Липник, поблизу Бельсько-Бяла — 15 серпня 1951, Аксенштайн на Люцернському озері) — австрійський піаніст, педагог, композитор. Кавалер чорногорського Ордена князя Данила I.

## Біографія
Походив з єврейської родини. Народився у Галичині (сьогодні — Польща). З 7-річного віку навчався грі на фортепіано у Відні у Теодора Лешетицького, Євсевія Мандичевського.
З 1900 року виступав у Берліні як піаніст. До репертуару Шнабеля увійшли твори Баха, Моцарта, Бетховена, Франц Шуберта, Шумана і Брамса. Тим часом почав створювати власну музику в атональній музиці.
Гастролював у США, Росії, Великій Британії, Іспанії. З 1925 року викладав у Берлінській вищій школі музики, багаторазово виступав в ансамблях з Пабло Казальсом, Карлом Флешом, Паулем Гіндемітом (як альтистом), П'єром Фурньє, Йожефом Сігеті, Гуґо Беккером, Григорієм П'ятигорським.
У 1933 році, після приходу нацистів до влади, покинув Німеччину. Жив у Великій Британії, Італії, з 1939 року — в США (в 1944 році отримав американське громадянство). Після закінчення Другої світової війни виступав у Європі, але ніколи не повертався до Німеччини (навіть на запрошення Вільгельма Фуртвенглера).